# سوارکاری در المپیک تابستانی ۱۹۱۲
سوارکاری در بازی‌های المپیک تابستانی ۱۹۱۲ نام رویداد ورزش سوارکاری در بازی‌های المپیک تابستانی بود که در سال ۱۹۱۲ برگزار شد.

## کشورهای شرکت کننده
در این مسابقات ۶۲ ورزشکار از ۱۰ کشور به رقابت با یک دیگر پرداختند.
- بلژیک (۴)
- شیلی (۲)
- دانمارک (۴)
- فرانسه (۴)
- آلمان (۱۳)
- بریتانیای کبیر (۴)
- نروژ (۳)
- روسیه (۷)[۱]
- سوئد (۱۷)
- ایالات متحده آمریکا (۴)

1. ↑  شامل یک ورزشکار از لهستان که در این مسابقات از طرف روسیه شرکت کرد.

## جدول مدال‌ها
| رتبه | کشور                      | طلا | نقره | برنز | مجموع |
| ۱    | سوئد (SWE)                | ۴   | ۱    | ۱    | ۶     |
| ۲    | فرانسه (FRA)              | ۱   | ۱    | ۱    | ۳     |
| ۳    | آلمان (GER)               | ۰   | ۳    | ۱    | ۴     |
| ۴    | بلژیک (BEL)               | ۰   | ۰    | ۱    | ۱     |
| ۴    | ایالات متحده آمریکا (USA) | ۰   | ۰    | ۱    | ۱     |